# Meggenhofen
Meggenhofen est une commune autrichienne du district de Grieskirchen en Haute-Autriche.